# Arsenaal (Groningen)

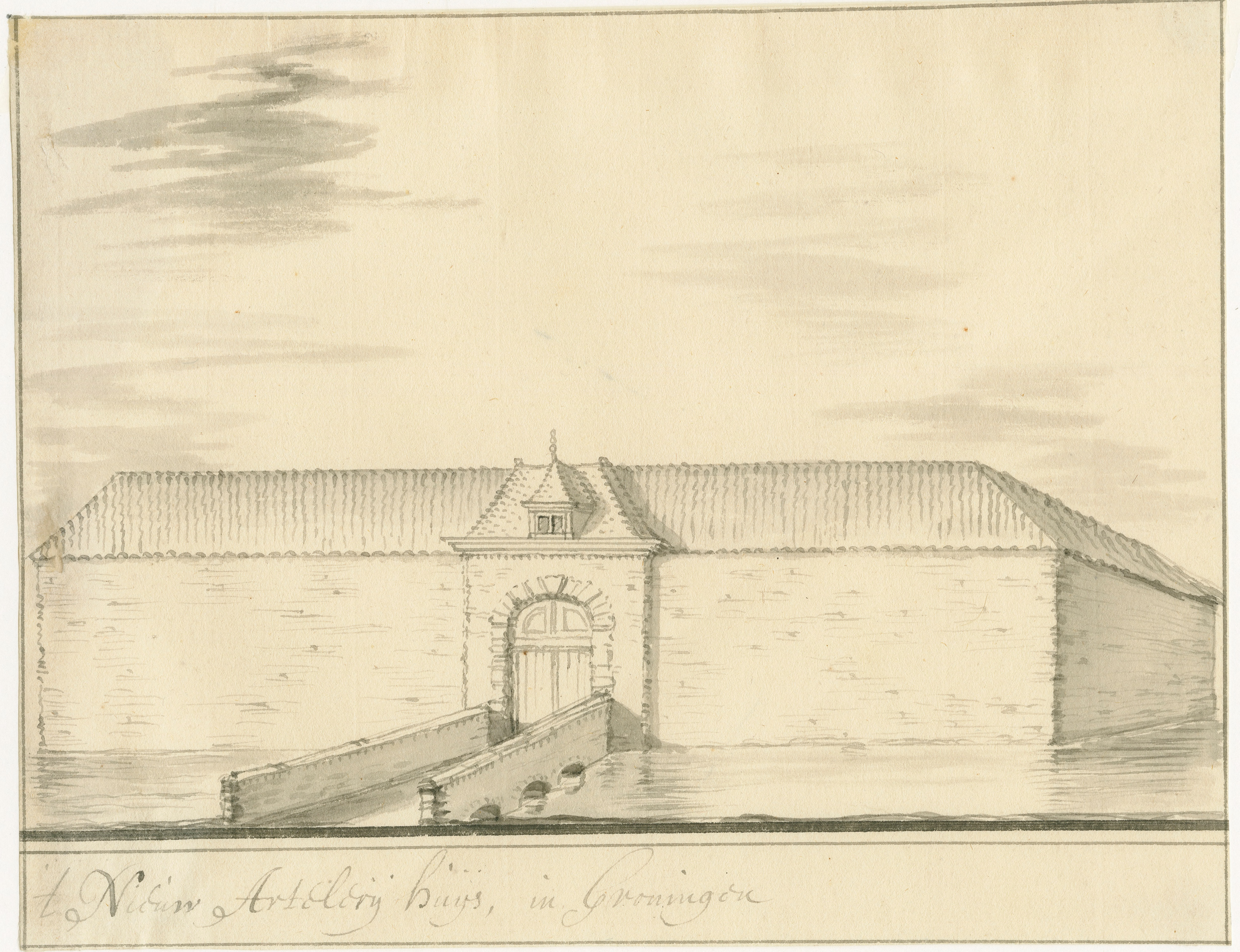
Het Arsenaal (aquarel van Jacobus Stellingwerff, 18e eeuw)

Het Arsenaal, Ammunitiehuis, Artilleriehuis of Tuighuis was een arsenaal binnen de 17e-eeuwse vestingwerken van de Nederlandse stad Groningen. Het stond op het terrein tussen de Turfsingel, Gymnasiumstraat, Kruitgracht en Kruitlaan.
De bouw van het Arsenaal hield verband met de nieuwe 17e-eeuwse vestingwerken rond de stad. Het eerste besluit voor een artilleriehuis werd gegeven in 1623, maar het is onzeker of dit op dit gebouw sloeg, daar er geen locatie genoemd wordt. Voor de bouw van dit gebouw werden stenen van het nog af te breken Klooster van Thesinge gereserveerd. In 1627 werd een bestek uitgegeven voor het gebouw, waarvoor 8000 gulden werd uitgetrokken. Als locatie voor dit provinciale ammunitie- of tuighuis werd een braakliggend terrein aangewezen ten oosten van het Provinciehuis in de hier nog grotendeels onbewoonde oostelijke stadsuitleg. Het Arsenaal werd opgetrokken als een eenvoudig eenlaags gebouw met vier vleugels rond een binnenplaats, waar de kanonnen en munitiewagens waren opgesteld. Ammunitie slaat op het kruit dat er werd opgeslagen, tuig op het feit dat er wapens werden opgeslagen. Het gebouw werd omringd door de 'Cruudgracht' en was bereikbaar vanaf de Turfsingel via een stenen boogbrug. De omgrachting had met het explosieve karakter van het opgeslagen materiaal te maken en moest het gebouw in geval van een belegering of opstand extra bescherming bieden. De poort was eerst donkerrood geschilderd en later grijsblauw. Naast de poort bevond zich het venster van de portierswoning. Verder had het gebouw aan buitenzijde geen ramen en had daardoor een sombere uitstraling. 
In de praktijk liep men er al snel tegenaan dat het kruit onvoldoende beschermd was tegen optrekkend vocht uit de gracht: "Hett polver in hett Magazijn in de Camers daertho gedestineert staende, wordt dorch vuchticheyt van de plaetse gedeterieert ende bedorven" werd in 1631 geschreven. Daarop werd gekeken naar geschiktere locaties voor de opslag van kruit in het noorden van de vestingwerken, ver van de verwachte aanvalsroute vanuit het zuiden. In 1637 werd een nieuw kruithuis gebouwd ten westen van de Boteringepoort in de Jatsdwinger en in 1641 nog een in de Boteringedwinger ten westen van de Ebbingepoort. In 1666 werd ten slotte nog een 'polvermeulen' met een kruidhuis op de Kruitdwinger (ter plaatse van de huidige Kerklaan) overgedragen aan de provincie. Met de bouw van het eerstgenoemde kruithuis, was het gebouw aan de Turfsingel vanaf 1637 enkel nog een tuighuis. Bij de overgang naar de Bataafse Republiek kwam het in 1798 in handen van het Ministerie van Oorlog. Van der Aa schreef in 1849 dat het gebouw destijds grotendeels als werkhuis van de diaconie in gebruik was.
Bij het slechten van de vestingwerken raakte het Arsenaal overbodig. In 1878 werden de gronden door de gemeente Groningen aangekocht van het Ministerie van Oorlog (via de Directie der Domeinen). De daadwerkelijke overdracht vond plaats in 1881 en beschrijft het geheel nog als bestaand. Het stadsbestuur liet het gebouw daarop slopen en dempte de grachten om er vervolgens de Stadsschouwburg en het Praedinius Gymnasium te kunnen bouwen. De geschiedenis van het gebouw is nog terug te zien in de straatnamen Kruitgracht, Kruitlaan en Kruitstraat en in de naam het Kruithuis; de decorberging die later aan achterzijde van de Stadsschouwburg werd gebouwd en van 1972 tot 2013 in gebruik was als vestzaktheater.

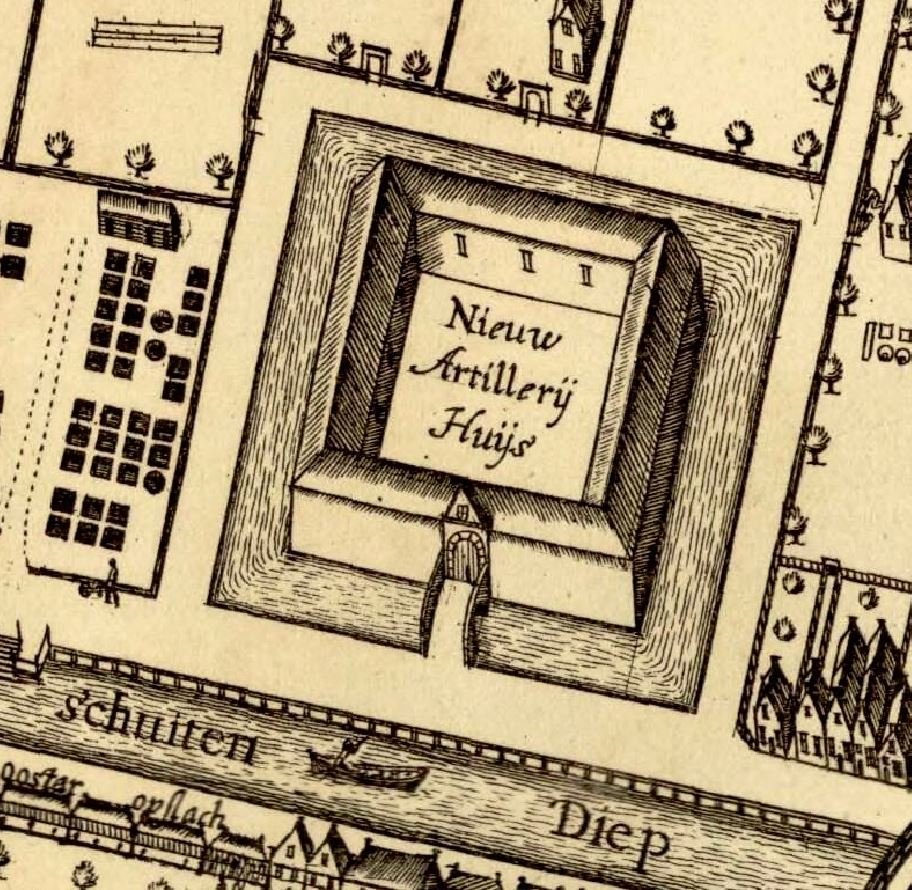
Het Arsenaal op de Grote Haubois uit ca. 1665
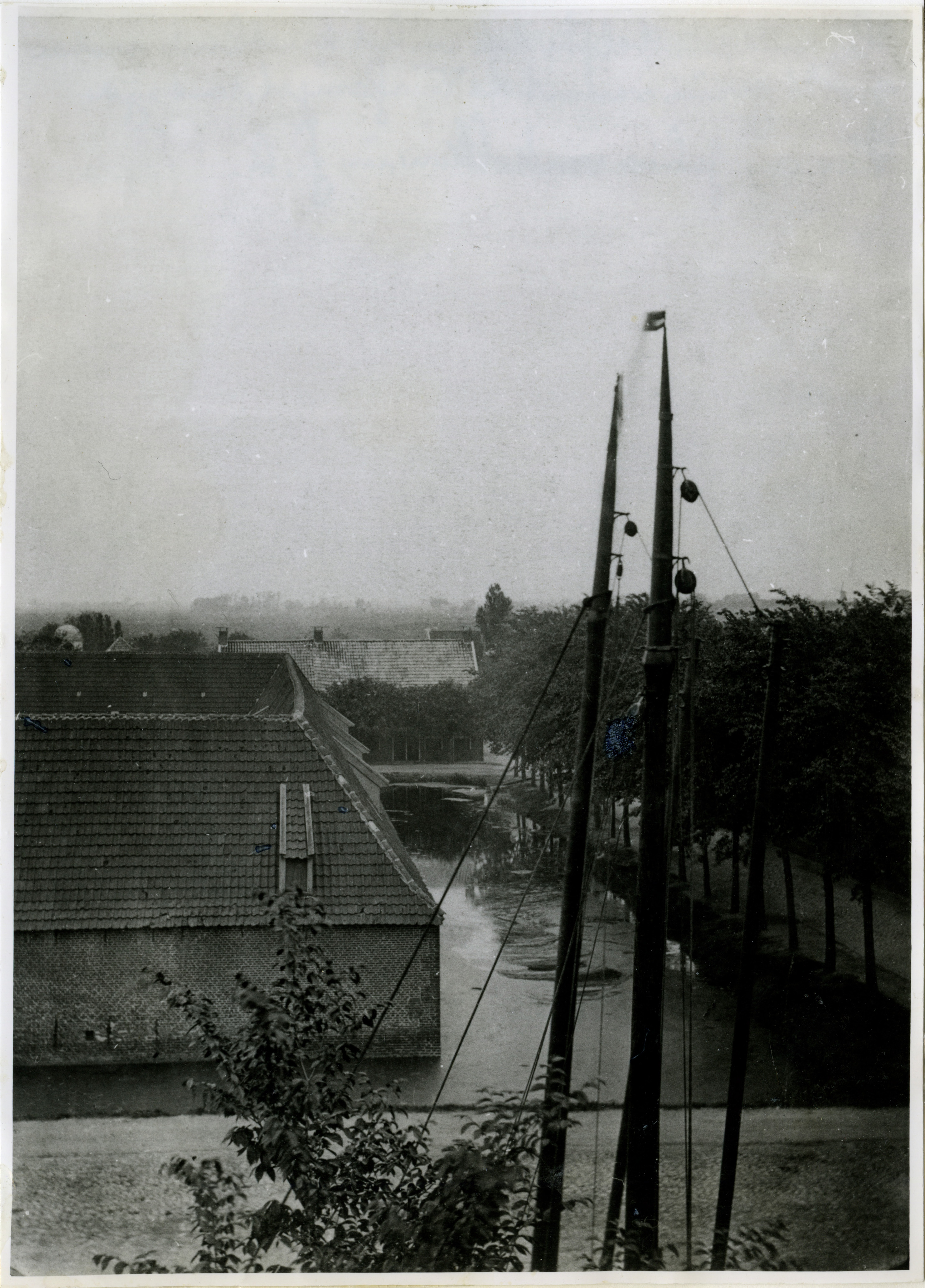
Het zuidelijke deel van het Arsenaal vlak voor de sloop gezien vanaf de westzijde van de Turfsingel met rechts de latere Kruitlaan (Von Kolkow, 1879). Er bestaan voor zover bekend geen foto's van het hele gebouw.
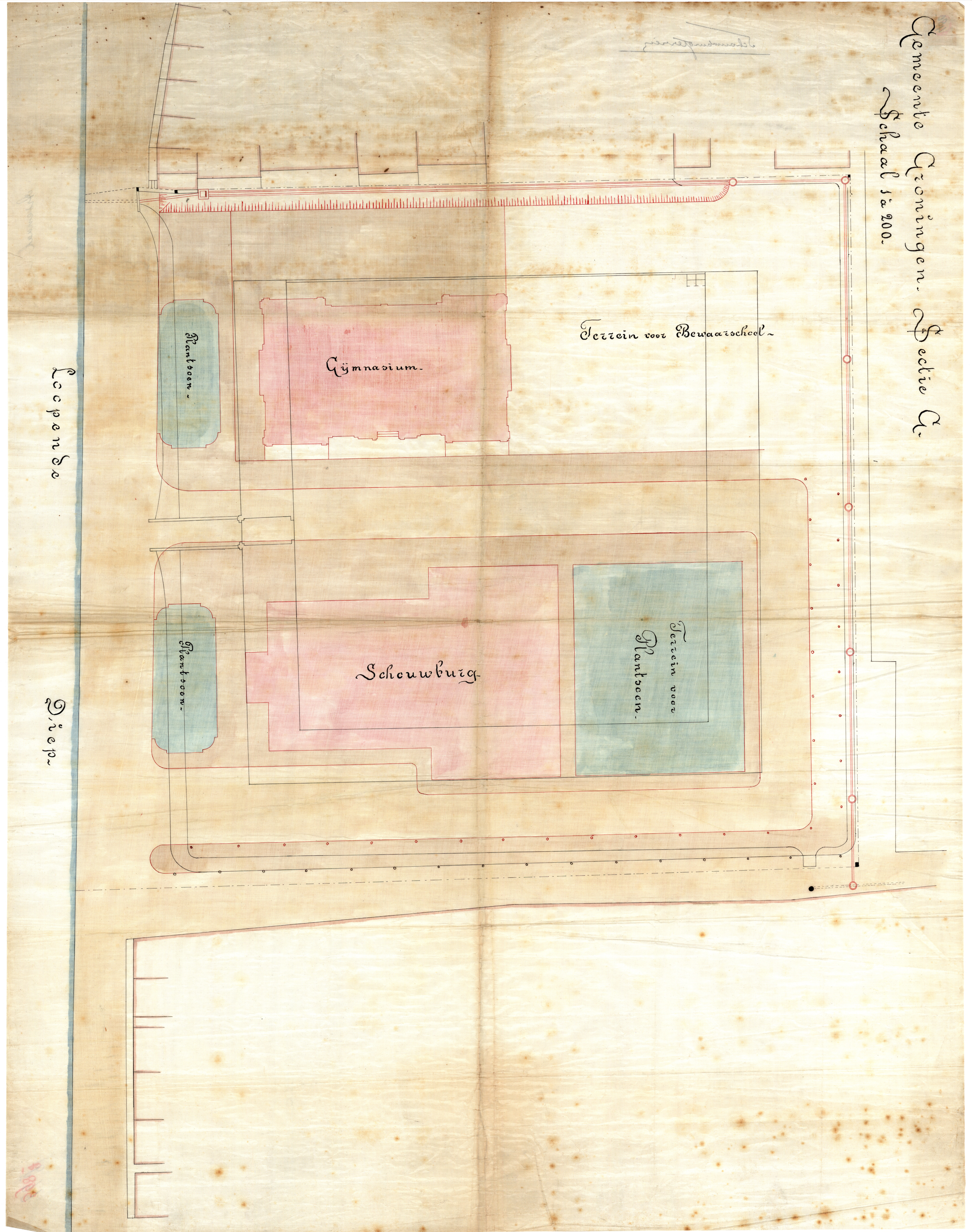
De contouren van het Artilleriehuis onder de geplande Stadsschouwburg en het Praedinius Gymnasium op een plantekening uit ca. 1880
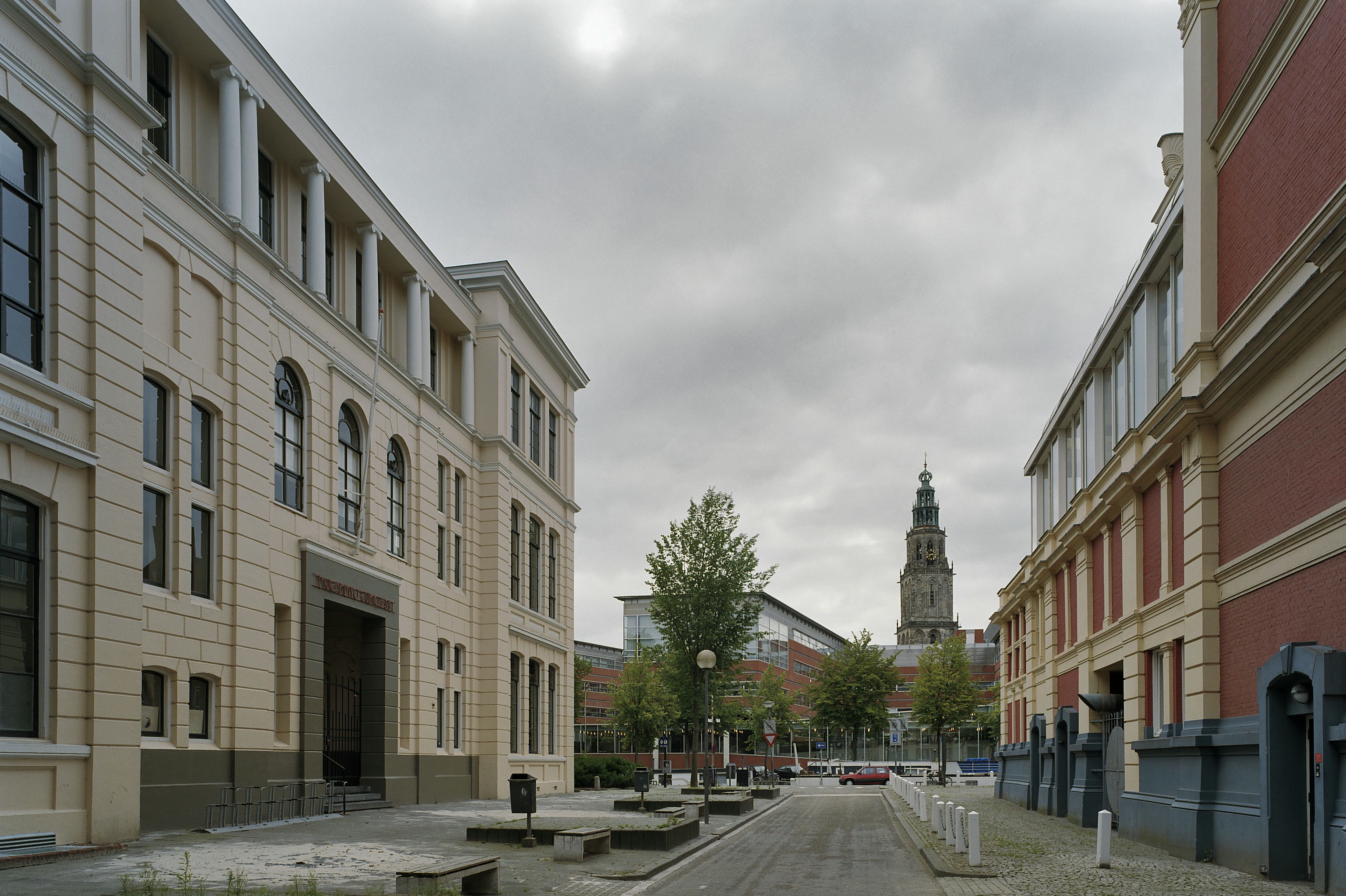
De Kruitstraat tussen het Praedinius Gymnasium en de Stadsschouwburg, waar ongeveer het midden van het gebouw was